# 구덕초등학교
구덕초등학교(九德初等學校)는 대한민국 부산광역시 서구에 있는 공립 초등학교이다.

## 연혁
- 1967년 3월 9일 : 개교